# Pasuruan (Pabedilan)
Pasuruan is een bestuurslaag in het regentschap Cirebon van de provincie West-Java, Indonesië. Pasuruan telt 5170 inwoners (volkstelling 2010).